# Nkem Akaraiwe
Nkem Akaraiwe (née le 22 décembre 1996) est une joueuse nigériane de basket-ball. 

## Carrière
Elle est membre de l'équipe du Nigeria de basket-ball féminin et a participé à la Coupe du monde féminine de basket-ball 2018.

### Club
- 2017-18 :  First Bank

## Palmarès
- Médaille de bronze au championnat d'Afrique 2015
- Médaille de bronze en 3x3 aux Jeux africains de plage de 2019
- Médaille d'or au championnat d'Afrique 2021